# Мета (муніципалітет)
Мета (італ. Meta) — муніципалітет в Італії, у регіоні Кампанія,  метрополійне місто Неаполь.
Мета розташована на відстані близько 220 км на південний схід від Рима, 27 км на південний схід від Неаполя.
Населення — 8032 особи (2014).

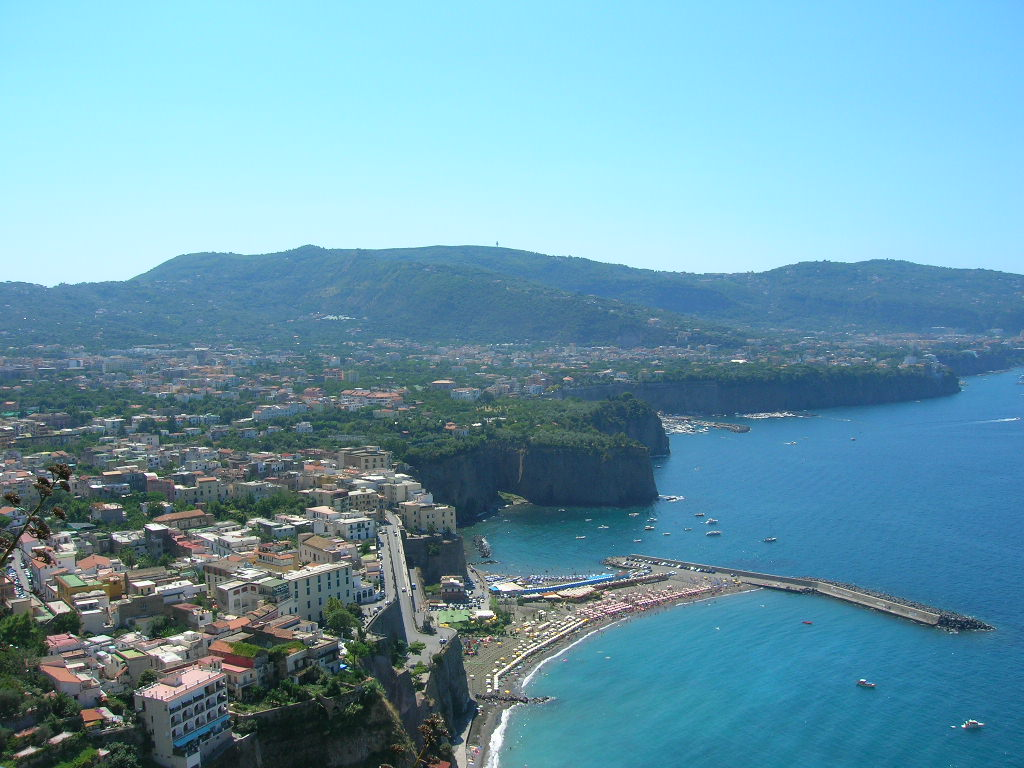

Щорічний фестиваль відбувається 12 вересня. Покровитель — Santa Maria del Lauro.

## Демографія
Населення за роками:

Станом на 1 січня 2023 року в муніципалітеті офіційно проживали 262 іноземці з 45 країн, серед них 32 громадяни країн Євросоюзу та 115 громадян України.

## Сусідні муніципалітети
- П'яно-ді-Сорренто
- Віко-Екуенсе